# Cycnidolon approximatum
Cycnidolon approximatum là một loài bọ cánh cứng trong họ Cerambycidae.